# Go-Momozono

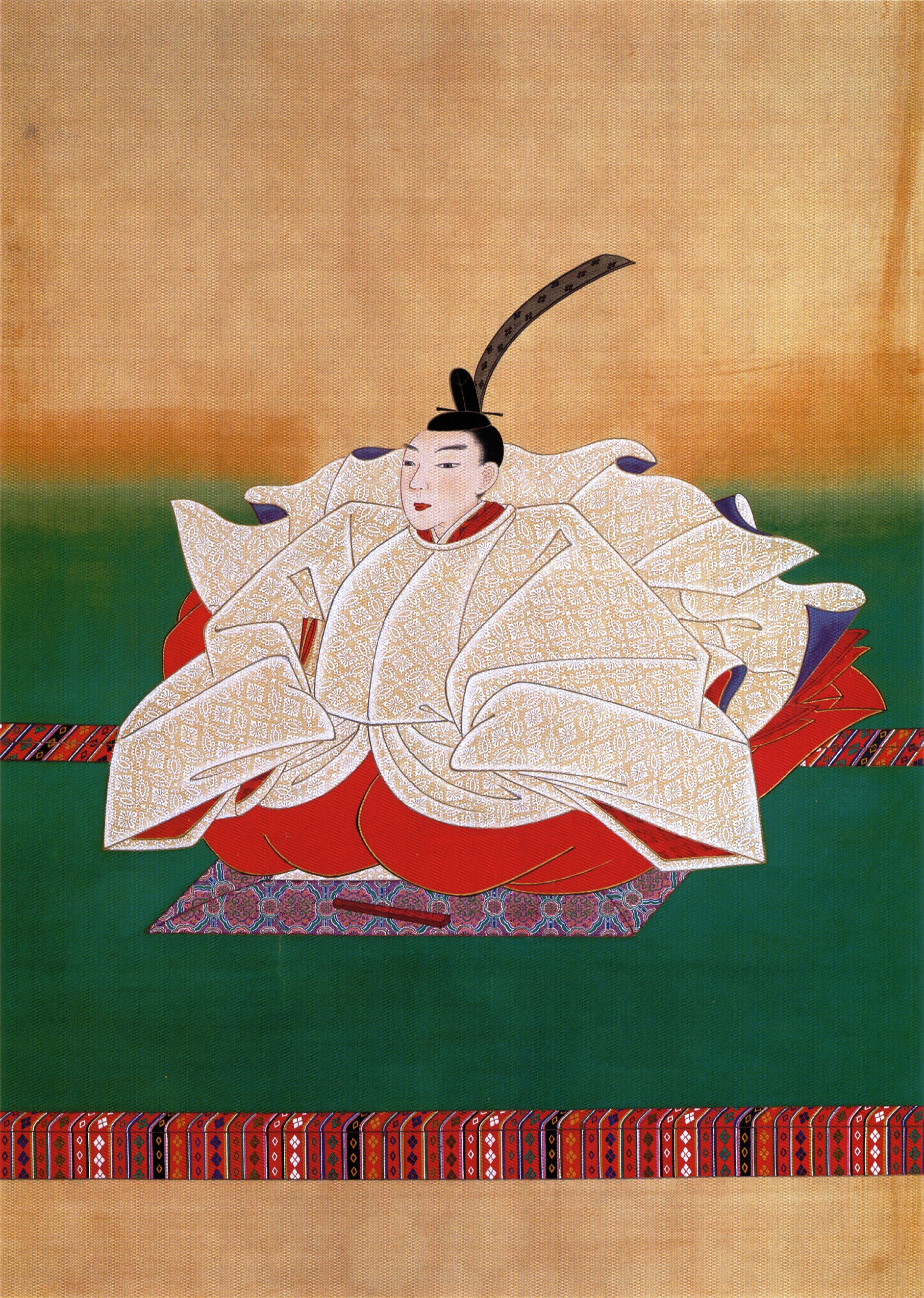
Porträt des Kaisers Go-Momozono

Kaiser Go-Momozono (jap. 後桃園天皇; * 5. August 1758; † 16. Dezember 1779) war der 118. Tennō von Japan. Sein Eigenname war Hidehito (英仁).

## Leben
Er war ein Sohn von Kaiser Momozono und Kaiserin  Ichijō Tomiko (一条 富子). Go-Momozono regierte von 1771 bis 1779.
Er war mit Kaiserin  Konoe Koreko (近衛 維子) verheiratet, sie hatten eine Tochter. Sein Grab befindet sich in Tsukinowa no misasagi (月輪陵).